# Misodendron
Misodendron o fanalet xinès, és un gènere de plantes paràsites que es desenvolupen sobre diverses espècies del gènere Nothofagus. N'hi ha unes 15 espècies i són plantes natives d'Amèrica del Sud.
Misodendron és l'únic gènere (gènere monotípic) de la família, Misodendraceae, dins l'ordre Santalales.

## Algunes espècies
- Misodendron antarcticum
- Misodendron bracystachyum
- Misodendron commersoni
- Misodendron contractum
- Misodendron densifolium
- Misodendron punctulatum
- Misodendron linearifolium

## Sinònims
- Misodendrum, Myzodendron.